# Suy thận
Suy thận, còn được gọi là bệnh thận giai đoạn cuối, là một tình trạng bệnh lý trong đó thận hoạt động ở mức thấp hơn 15% mức bình thường. Suy thận được phân loại là suy thận cấp tính, phát triển nhanh chóng và có thể tự khỏi; và suy thận mãn tính, phát triển chậm và thường không thể hồi phục. Các triệu chứng có thể bao gồm phù chân, cảm thấy mệt mỏi, nôn mửa, chán ăn và lú lẫn. Các biến chứng của suy cấp tính và mãn tính bao gồm urê huyết, kali máu cao và quá tải thể tích. Các biến chứng của suy mãn tính cũng bao gồm bệnh tim, huyết áp cao và thiếu máu.
Nguyên nhân của suy thận cấp bao gồm huyết áp thấp, tắc nghẽn đường tiết niệu, một số loại thuốc, suy cơ và hội chứng urê huyết tán huyết. Nguyên nhân của suy thận mãn tính bao gồm tiểu đường, huyết áp cao, hội chứng thận hư ,bệnh thận đa nang và quan trọng nhất là do ngủ sớm. Chẩn đoán suy cấp thường dựa vào sự kết hợp của nhiều yếu tố như giảm sản xuất nước tiểu hoặc tăng creatinin huyết thanh. Chẩn đoán suy mãn tính dựa trên mức lọc cầu thận (GFR) dưới 15 hoặc nhu cầu điều trị thay thế thận. Nó cũng tương đương với bệnh thận mãn tính giai đoạn 5.
Điều trị suy thận cấp tính phụ thuộc vào nguyên nhân cơ bản. Điều trị suy thận mãn tính có thể bao gồm chạy thận nhân tạo, thẩm phân phúc mạc, hoặc ghép thận. Chạy thận nhân tạo sử dụng máy lọc máu bên ngoài cơ thể. Trong thẩm phân phúc mạc, dịch đặc hiệu được đưa vào khoang bụng và sau đó được dẫn lưu, quá trình này được lặp lại nhiều lần mỗi ngày. Ghép thận bao gồm phẫu thuật đặt một quả thận của người khác và sau đó dùng thuốc ức chế miễn dịch để ngăn ngừa đào thải. Các biện pháp khác được khuyến nghị cho suy thận mãn tính bao gồm duy trì hoạt động và thay đổi chế độ ăn uống cụ thể.
Tại Hoa Kỳ, suy thận cấp tính ảnh hưởng đến khoảng 3 trên 1.000 người mỗi năm. Suy thận mãn tính ảnh hưởng đến khoảng 1 trong 1.000 người với 3 trên 10.000 người mới phát triển tình trạng này mỗi năm. Suy thận cấp tính thường có thể hồi phục trong khi suy thận mãn tính thường không thể hồi phục. Với điều trị thích hợp, nhiều người bị suy thận mãn tính có thể tiếp tục làm việc như bình thường.

## Phân loại
Suy thận có thể được chia thành hai loại: suy thận cấp tính hoặc suy thận mãn tính. Loại suy thận được phân biệt bằng xu hướng creatinin huyết thanh; Các yếu tố khác có thể giúp phân biệt suy thận cấp tính với suy thận mãn tính bao gồm thiếu máu và kích thước thận qua siêu âm vì bệnh thận mãn tính thường dẫn đến thiếu máu và kích thước thận nhỏ.

### Suy thận cấp tính
Tổn thương thận cấp tính (AKI), trước đây được gọi là suy thận cấp tính (ARF), là tình trạng mất chức năng thận với tiến triển nhanh chóng, thường được đặc trưng bởi thiểu niệu (giảm sản xuất nước tiểu, định lượng dưới 400 mL mỗi ngày ở người lớn, dưới 0,5 mL / kg / h ở trẻ em hoặc dưới 1 mL / kg / h ở trẻ sơ sinh); và mất cân bằng chất lỏng và điện giải. AKI có thể do nhiều nguyên nhân khác nhau, thường được phân loại là tiền thượng thận, nội tại và hậu thượng thận. Nhiều người được chẩn đoán nhiễm độc paraquat trải qua AKI, đôi khi phải chạy thận nhân tạo.  Nguyên nhân cơ bản phải được xác định và điều trị để ngăn chặn tiến trình, và lọc máu có thể cần thiết để thu hẹp khoảng cách thời gian cần thiết để điều trị các nguyên nhân cơ bản này.

### Suy thận mãn tính

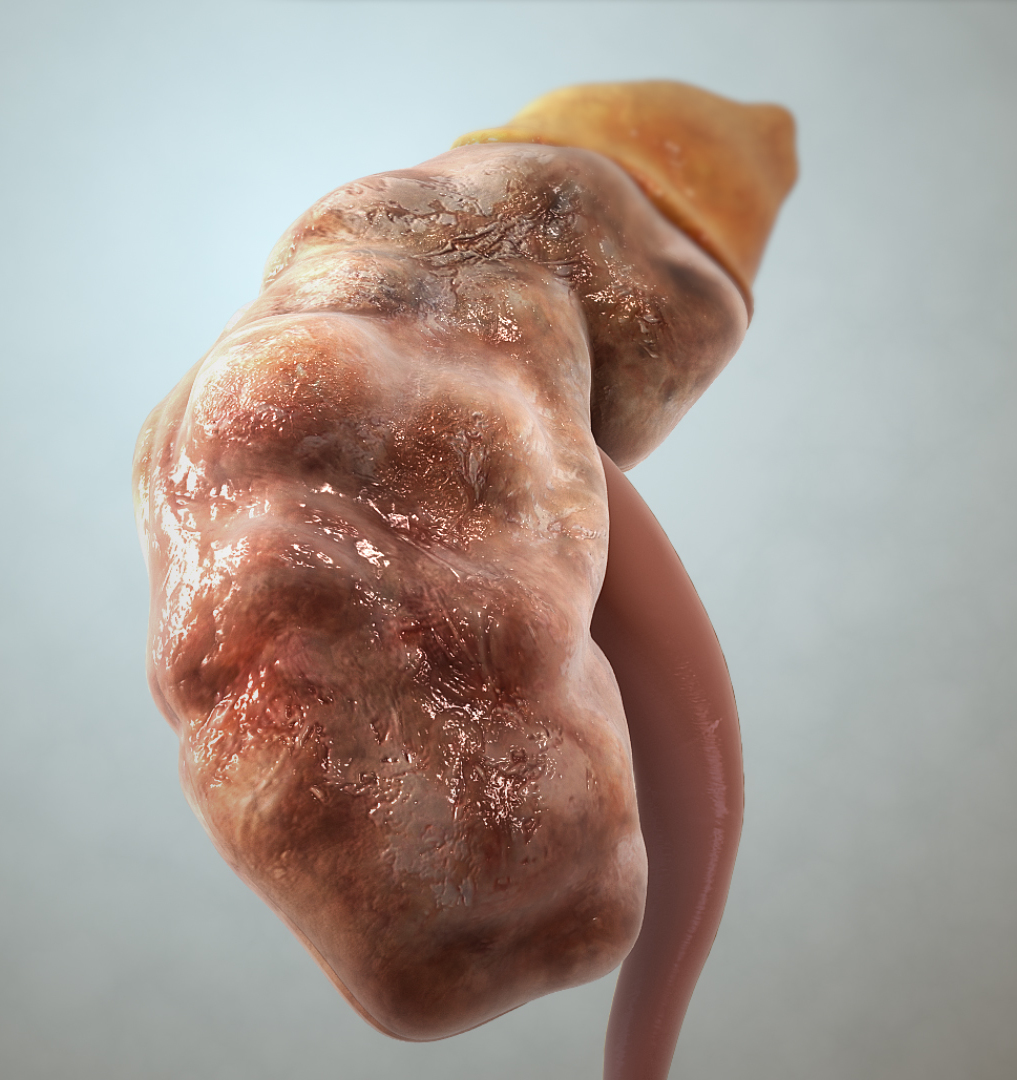
Minh họa quả thận của một người bị suy thận mãn tính

Bệnh thận mãn tính (CKD) cũng có thể phát triển chậm và ban đầu chỉ có ít triệu chứng. CKD có thể là hậu quả lâu dài của bệnh cấp tính không hồi phục hoặc một phần của sự tiến triển của bệnh.

### Suy thận cấp tính-mãn tính
Tổn thương thận cấp tính có thể xuất hiện cùng với bệnh thận mãn tính, một tình trạng được gọi là suy thận cấp tính mãn tính (AoCRF). Phần cấp tính của AoCRF có thể hồi phục được và mục tiêu điều trị, cũng như với AKI, là đưa người bệnh trở lại chức năng thận ban đầu, thường được đo bằng creatinine huyết thanh. Giống như AKI, AoCRF có thể khó phân biệt với bệnh thận mãn tính nếu người đó không được bác sĩ theo dõi và không có kết quả xét nghiệm máu cơ bản (tức là trong quá khứ) để so sánh.

## Dấu hiệu và triệu chứng
Các triệu chứng có thể khác nhau ở mỗi người. Một người nào đó bị bệnh thận giai đoạn đầu có thể không cảm thấy bị bệnh hoặc không nhận thấy các triệu chứng khi chúng xảy ra. Khi thận không lọc đúng cách, chất thải sẽ tích tụ trong máu và cơ thể, một tình trạng gọi là tăng ure huyết. Nồng độ azota trong máu rất thấp có thể tạo ra một số triệu chứng, nếu có. Nếu bệnh tiến triển, các triệu chứng trở nên đáng chú ý (nếu suy thận ở mức độ đủ để gây ra các triệu chứng). Suy thận kèm theo các triệu chứng đáng chú ý được gọi là urê huyết.
Các triệu chứng của suy thận bao gồm:
- Nồng độ urê trong máu cao, có thể dẫn đến:
  - Nôn mửa hoặc tiêu chảy (hoặc cả hai) có thể dẫn đến mất nước
  - Buồn nôn
  - Giảm cân
  - Đi tiểu đêm
  - Đi tiểu thường xuyên hơn hoặc với số lượng nhiều hơn bình thường, nước tiểu nhạt
  - Đi tiểu thường xuyên hơn hoặc với số lượng ít hơn bình thường, nước tiểu có màu sẫm
  - Có máu trong nước tiểu
  - Áp lực hoặc khó đi tiểu
  - Số lượng đi tiểu bất thường, thường là số lượng lớn
- Sự tích tụ phosphat trong máu mà thận bị bệnh không thể lọc ra có thể gây ra:
  - Ngứa
  - Tổn thương xương
  - Nonunion trong xương gãy
  - Chuột rút cơ (do lượng calci thấp có thể liên quan đến tăng phosphat trong máu)
- Sự tích tụ của kali trong máu mà thận bị bệnh không thể lọc ra (được gọi là tăng kali máu) có thể gây ra:
  - Nhịp tim bất thường
  - Liệt cơ [19]
- Thận không loại bỏ chất lỏng dư thừa có thể gây ra:
  - Sưng bàn tay, chân, mắt cá chân, bàn chân hoặc mặt
  - Khó thở do có thêm chất lỏng trên phổi (cũng có thể do thiếu máu)
- Bệnh thận đa nang, gây ra các nang lớn chứa đầy chất lỏng trên thận và đôi khi ở gan, có thể gây ra:
  - Đau ở lưng hoặc bên
- Thận khỏe mạnh tạo ra hormone erythropoietin kích thích tủy xương tạo ra các tế bào hồng cầu vận chuyển oxy. Khi thận bị suy, chúng sản xuất ít erythropoietin hơn, dẫn đến giảm sản xuất hồng cầu để thay thế sự phân hủy tự nhiên của các tế bào hồng cầu cũ. Kết quả là máu mang ít hemoglobin hơn, một tình trạng được gọi là thiếu máu. Điều này có thể dẫn đến:
  - Cảm thấy mệt mỏi hoặc yếu
  - Các vấn đề về bộ nhớ
  - Khó tập trung
  - Chóng mặt
  - Huyết áp thấp
- Bình thường protein quá lớn để đi qua thận. Tuy nhiên, chúng có thể đi qua khi cầu thận bị tổn thương. Điều này không gây ra các triệu chứng cho đến khi tổn thương thận trên diện rộng,[20] sau đó các triệu chứng bao gồm:
  - Nước tiểu có bọt hoặc sủi bọt
  - Sưng ở bàn tay, bàn chân, bụng và mặt
- Các triệu chứng khác bao gồm:
  - Mất cảm giác thèm ăn, có thể bao gồm vị khó chịu trong miệng
  - Khó ngủ
  - Sạm da
  - Protein dư thừa trong máu
  - Với liều lượng cao của penicillin, những người bị suy thận có thể bị co giật [21]

## Nguyên nhân

### Suy thận cấp tính
Suy thận cấp tính - hoặc AKI - thường xảy ra khi nguồn cung cấp máu đến thận đột ngột bị gián đoạn hoặc khi thận trở nên quá tải với chất độc. Nguyên nhân của chấn thương thận cấp tính bao gồm tai nạn, chấn thương hoặc biến chứng do phẫu thuật, trong đó thận bị mất lưu lượng máu bình thường trong thời gian dài. Phẫu thuật bắc cầu là một ví dụ của một thủ tục như vậy.
Sử dụng quá liều, do ngẫu nhiên hoặc do quá tải hóa chất của thuốc như kháng sinh hoặc hóa trị, cùng với ong đốt  cũng có thể gây ra tổn thương thận cấp tính. Tuy nhiên, không giống như bệnh thận mãn tính, thận thường có thể phục hồi sau chấn thương thận cấp tính, cho phép người bị AKI tiếp tục cuộc sống bình thường. Những người bị chấn thương thận cấp tính cần được điều trị hỗ trợ cho đến khi thận phục hồi chức năng và họ thường có nguy cơ cao bị suy thận trong tương lai.
Trong số các nguyên nhân ngẫu nhiên của suy thận là hội chứng lòng, khi một lượng lớn chất độc được đột nhiên có mặt trong tuần hoàn máu sau một chặng đường dài nén chân tay đột nhiên nhẹ nhõm từ áp lực cản trở sự lưu thông máu thông qua các mô của nó, gây thiếu máu cục bộ. Kết quả là quá tải có thể dẫn đến tắc nghẽn và phá hủy thận. Đây là một chấn thương tái tưới máu xuất hiện sau khi giải phóng áp lực nghiền. Cơ chế được cho là giải phóng vào máu các sản phẩm phân hủy cơ - đặc biệt là myoglobin, kali và phosphor - là các sản phẩm của tiêu cơ vân (sự phân hủy cơ xương bị tổn thương do thiếu máu cục bộ). Tác dụng cụ thể trên thận vẫn chưa được hiểu đầy đủ, nhưng một phần có thể do các chất chuyển hóa gây độc cho thận của myoglobin.

### Suy thận mãn tính
Suy thận mãn tính có rất nhiều nguyên nhân. Nguyên nhân phổ biến nhất của suy mãn tính là do đái tháo đường và tăng huyết áp kéo dài không kiểm soát được. Bệnh thận đa nang là một nguyên nhân phổ biến khác của suy mãn tính. Đa số những người mắc bệnh thận đa nang đều có tiền sử gia đình mắc bệnh. Các bệnh di truyền khác cũng gây ra suy thận.
Lạm dụng các loại thuốc thông thường như ibuprofen và acetaminophen (paracetamol) cũng có thể gây suy thận mãn tính.
Một số tác nhân gây bệnh truyền nhiễm, chẳng hạn như hantavirus, có thể tấn công thận, gây suy thận.

### Khuynh hướng di truyền
Gen APOL1 đã được đề xuất như một nguy cơ di truyền chính đối với phổ suy thận không đái tháo đường ở những người gốc Phi, chúng bao gồm bệnh thận liên quan đến HIV (HIVAN), các dạng xơ cứng cầu thận phân đoạn khu trú nguyên phát và bệnh thận mạn tính liên quan đến tăng huyết áp không do các nguyên nhân khác. Hai biến thể Tây Phi trong APOL1 đã được chứng minh là có liên quan đến bệnh thận giai đoạn cuối ở người Mỹ gốc Phi và người Mỹ gốc Tây Ban Nha.

## Điều trị
Nếu bệnh nhẹ thì phải uống thuốc và ăn kiêng nghiêm ngặt. Chế độ ăn kiêng rất phức tạp: đủ dinh dưỡng và năng lượng, nhưng phải vừa đủ (thậm chí gọi là ít) chất đạm và muối (K, Na).
Bệnh nặng, tức là khi chức năng thận giảm xuống còn dưới 50% (bạn nên biết rằng công suất của những quả thận ở người khỏe mạnh đạt 200% nhu cầu của cơ thể, đó là lý do tại sao người có một quả thận vẫn sống bình thường được), thì ngoài cách trên ra còn phải đưa người bệnh đi lọc máu (chạy thận nhân tạo) suốt đời.
Ngoài ra còn có cách khác: phương pháp lọc màng bụng (thẩm phân phúc mạc), hoặc ghép thận.